# Паметник на Васил Левски (Босилеград)
Паметникът на Васил Левски в Босилеград е открит на 3 март 2005 година, след събрана подписка от жители на Западните покрайнини. За изграждането му Община Перник дарява 5000 лв.
Скулптор на паметника е Росица Мишева, архитект е Атанас Атанасов, а изпълнението му е осъществено под ръководството на инж. Веселин Ружеков. Средствата за реализацията на този паметник са дадени от Общобългарски комитет и Фондация „Васил Левски“.
Издигнат е в страни на главната улица в Босилеград, в центъра на града. Поставен е върху четириъгълна мраморна колона, висока около 2 метра. На лицевата страна върху мрамора е написано: „Васил Левски“, а под името, симетрично на него, се четат годините „1837 – 1873“.

## Чествания
- 2011 г. – Дни по-рано Полицията в Босилеград забранява събирането на българското национално малцинство в града по случай годишнината от обесването на Васил Левски. Органите на реда са аргументират решението си с предположението, че мероприятието може да доведе до „застрашаване на здравето, обществения морал и сигурността на хората“.[6].